# Tozzia alpina
La eufrasia menor  (Tozzia alpina) es una especie de la familia de las escrofulariáceas

## Descripción
Planta vivaz, de 10 a 14 cm, con rizoma escamoso. Tallo erguido de sección cuadrangular, con pelos en dos de sus caras.
Hojas sentadas, opuestas, ovales, glabras y débilmente dentadas cerca de la base.
Flores solitarias y axilares, pedunculadas, de color amarillo dorado, con el interior de la garganta manchado de púrpura. Corola embudada, algo bilabiada, con 2 lóbulos en el labio superior y 3 en el inferior. 4 estambres. Florece en pleno verano.

## Hábitat
Hayedos, zonas rocosas y húmedas.